# Bohoniki
Bohoniki (polonais : Bohoniki, tatar : Bohoniki) est un village tatare de Pologne (voïvodie de Podlachie, powiat de Sokółka), dont la population s'élève à 100 habitants. C'est l'un des deux villages tatares, l'autre étant Kruszyniany (powiat de Sokółka), tous deux situés à proximité de la frontière avec la Biélorussie.

## Histoire

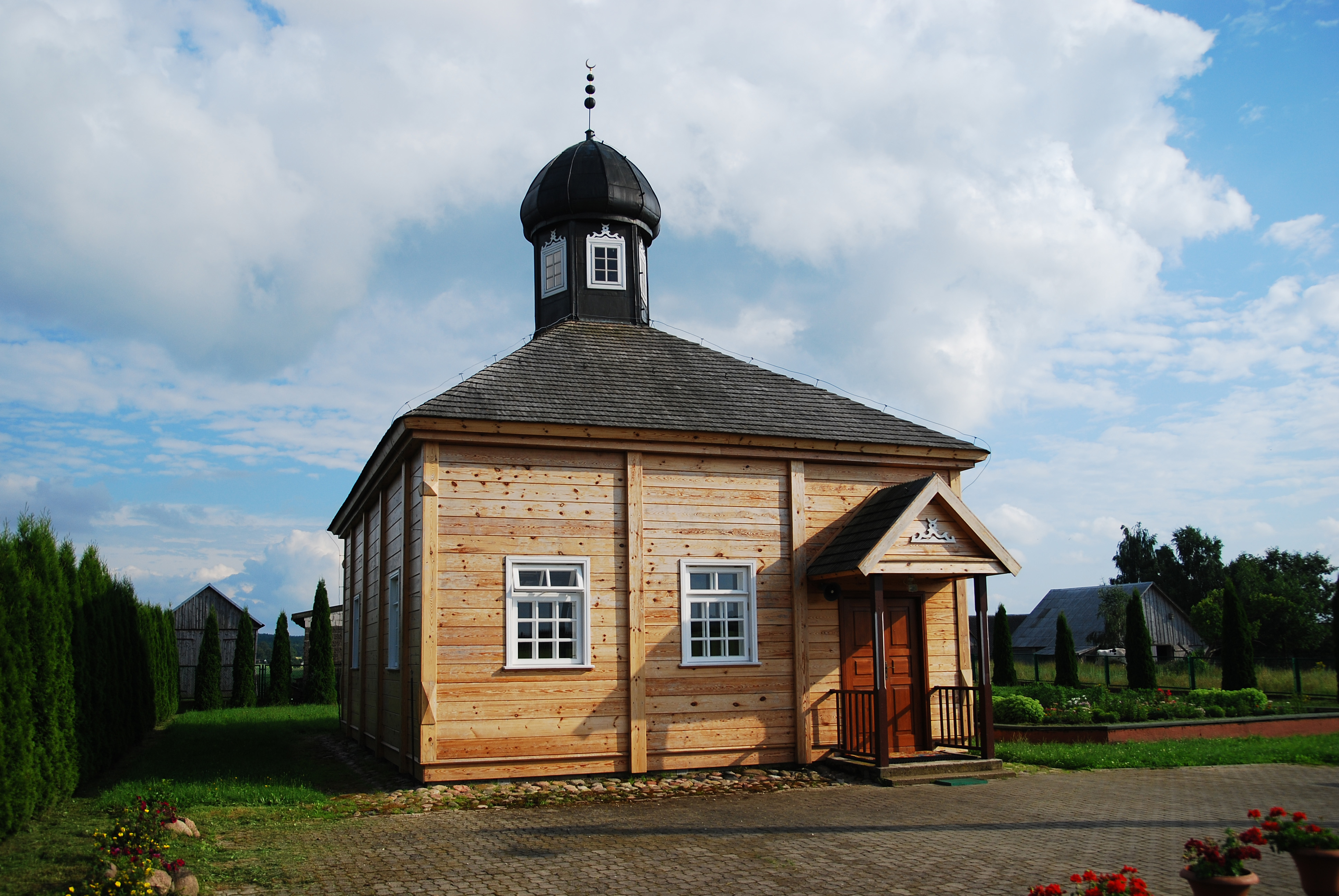
Mosquée de Bohoniki.
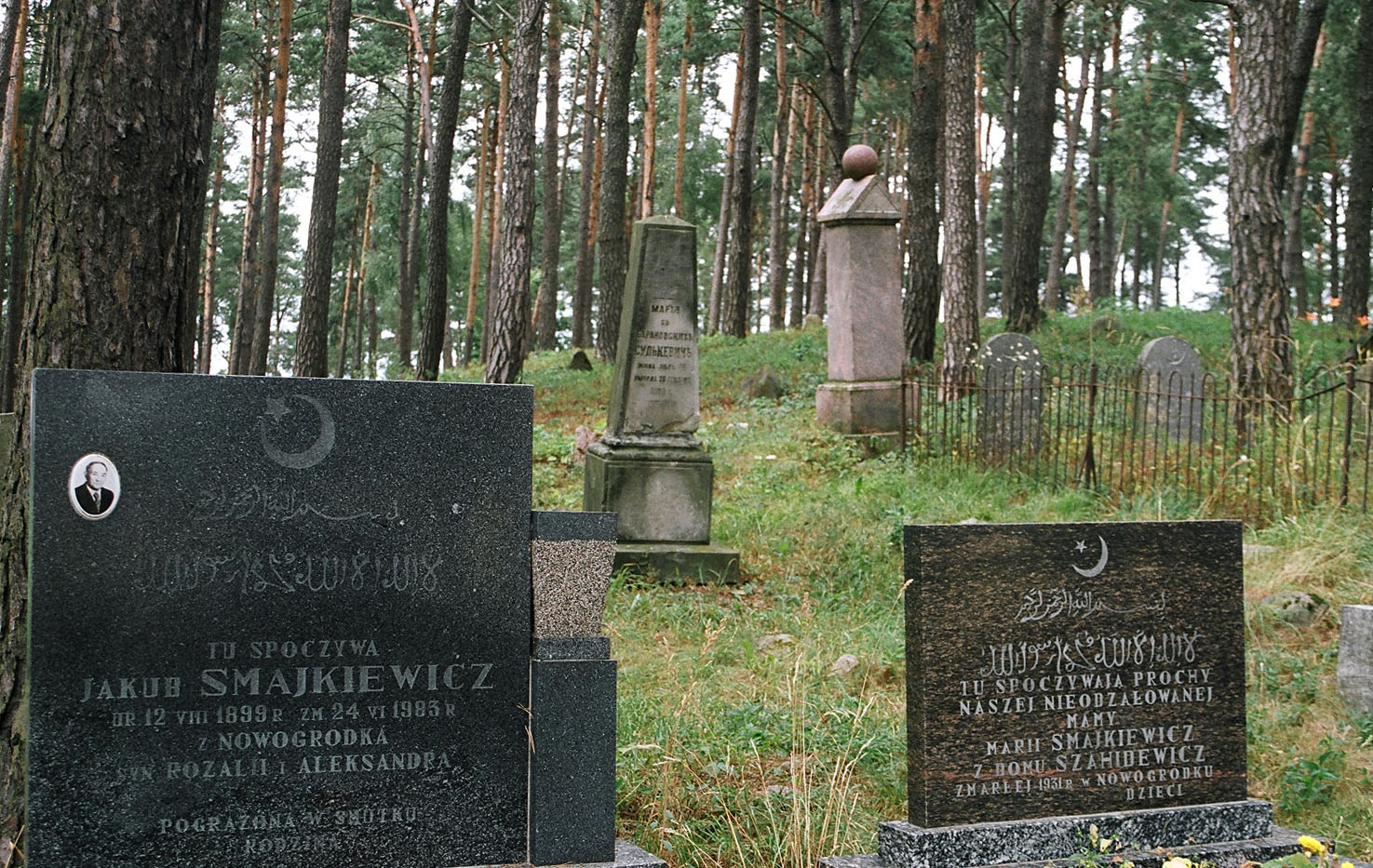
Bohoniki, cimetière musulman.
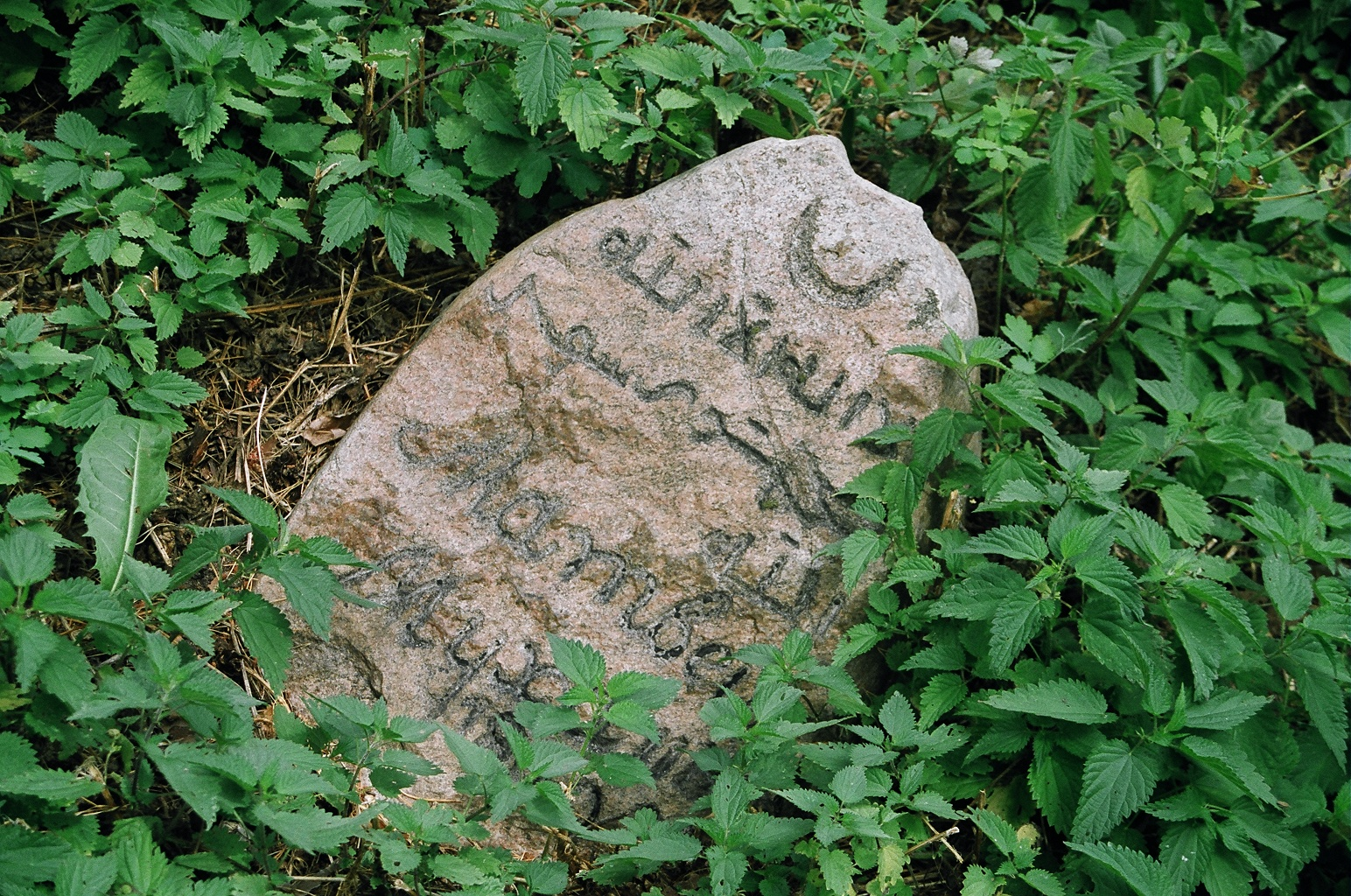
Bohoniki ,cimetière musulman.

Au mois d'août 2021 et de septembre 2021, un afflux de migrants en provenance d'Irak, d'Afghanistan, de Syrie est arrivé en Biélorussie (certains ont pris des vols charter Istanbul-Grodno (Hrodna)) d'où ils sont refoulés vers la Pologne. Ces migrants se sont retrouvés égarés dans les forêts proches de la frontière Polonaise. Maciej Szczesnowicz, chef de la communauté tatare à Bohoniki a accepté que soient enterrés dans le cimetière musulman les corps de réfugiés musulmans décédés si les autorités du Powiat de Sokółka lui en donnaient l'autorisation. Les conditions de santé de ces réfugiés sont des plus précaires du fait de leur refoulement de chaque côté de la frontière. Le 1er octobre 2021 la Pologne a annoncé la mort d'un cinquième migrant à la frontière entre les deux pays .
Le 15 novembre 2021, un jeune migrant musulman syrien est enterré à Bohoniki dans le cimetière musulman du village. Ahmad Al Hasan est mort noyé au mois d'octobre en tentant de traverser la rivière qui devait lui faire atteindre l'UE. C'est le premier enterrement en Pologne depuis le début de la crise des migrants. Quelques témoins ont assisté à ses funérailles.
Maciej Szczesnowicz, chef de la communauté tatare à Bohoniki témoigne : « C'est terrifiant toute la souffrance de ces gens, tous ces enfants jeunes qui souffrent, qui pleurent, c'est terrible. En même temps, en tant qu'habitants de cette région, nous nous sentons en sécurité, tant que les militaires gardent les frontières, et eux aussi sont aussi épuisés. Nous essayons donc d'aider des deux côtés, parce que la situation est une honte à la fois pour les migrants et pour nos soldats ».

## Population
Une centaine de personnes, vivent dans ce village : des musulmans, des catholiques et des orthodoxes. Ils parlent un mélange de polonais et biélorusse.

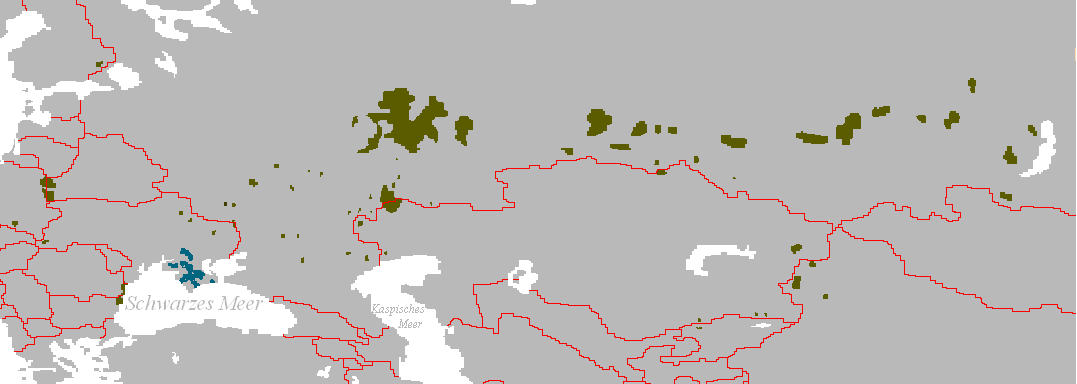
répartition des Tatars en Europe

## Curiosités
- Mosquée tatare du XIXe siècle - une des plus vieilles de Pologne suivant la Liste de mosquées de Pologne.
- Cimetière musulman tatare XVIIIe siècle[5].